# 謝里敦鎮區 (密歇根州梅森縣)
謝里敦鎮區（英語：Sheridan Township）是位於美國密歇根州梅森縣的一個行政鎮區。

## 地方資料
謝里敦鎮區的面積為93.06平方千米，當中陸地面積為88.76平方千米，而水域面積為4.33平方千米。根據2020年美國人口普查的數據，當地共有人口1044人，而人口密度為每平方千米11.22人。